# Роомассааре

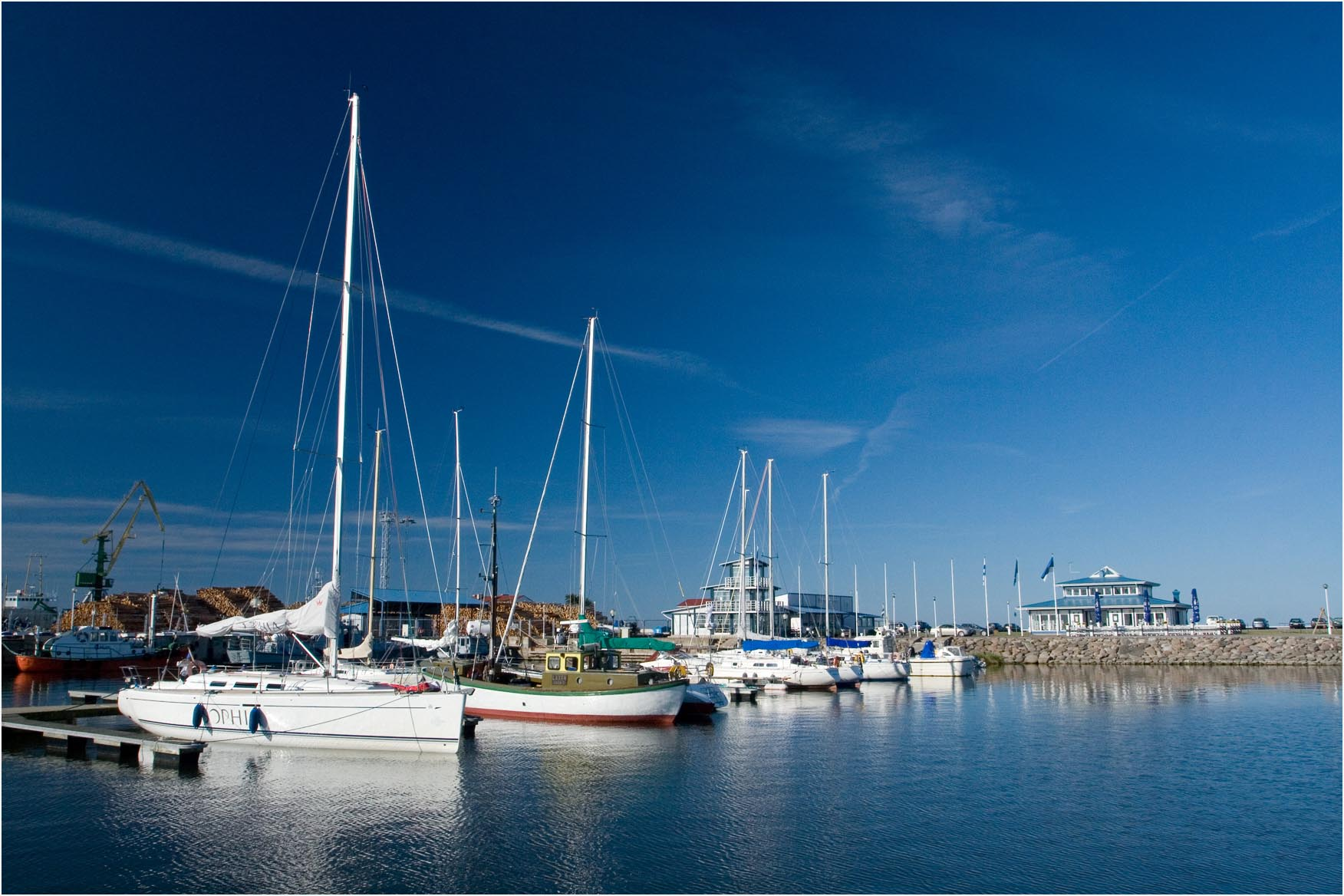
Яхтенный порт в Роомассааре

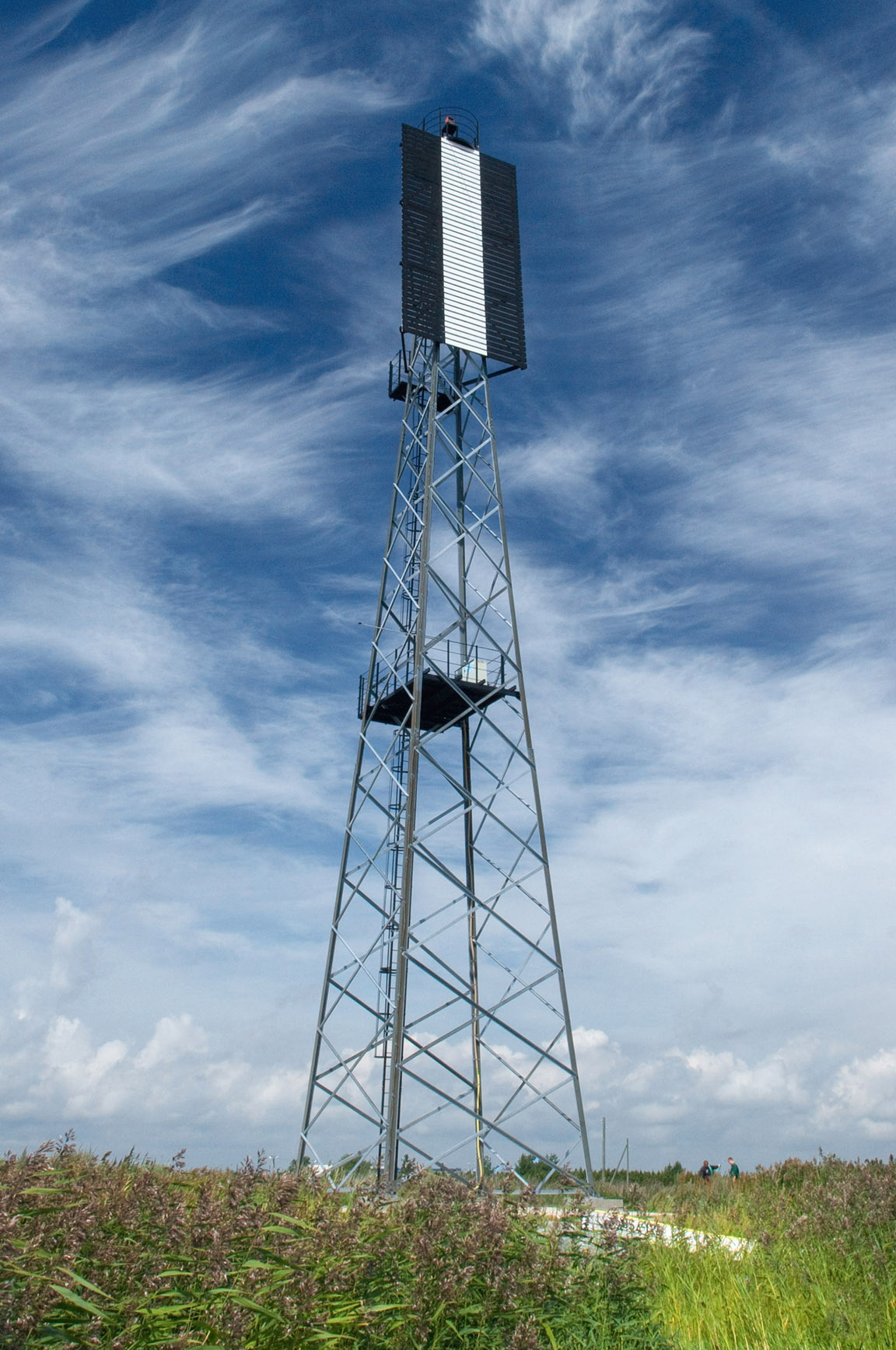
Верхний створный знак в Роомассааре

Ро́омассааре (эст. Roomassaare) — район города Курессааре, расположенный в юго-восточной части Старого города Курессааре.

## История
Первоначально Роомассааре был жилым местечком, возникшим на окраине Курессааре на землях, принадлежащих православной церкви, в районе современной улицы Вана-Роомассаре. Во второй половине 19-го столетия на этих землях образовался элитный дачный район с несколькими пансионатами и грязелечебницей, построенной доктором Владиславом Шелига-Мержеевским (pl:Wladislaw von Szeliga-Mierzeyewski (1841–1918)) в 1876 году (была разрушена немецкими войсками в 1941 году). В 1886 году Курессааре и грязелечебницу «Роомассааре» посетил Великий князь Владимир с Великой княгиней Марией.
Эта, историческая часть Роомассааре, охватывает часть улиц Аллеэ (Allee), Вана-Роомассаре (Vana-Roomassaare), Уус-Роомассааре (Uus-Roomassaare), Киви (Kivi), Краави (Kraavi) и часть улицы Талве (Talve). В конце 20-го столетия здесь была также создана улица Паэ (Pae), а микрорайон расширился на юг и юго-восток, где были созданы улицы Тууле (Tuule), Сауэ (Saue), часть улицы Ноорусе (Nooruse) и др.
В Роомассааре находится аэропорт Курессааре и морской порт Роомассааре.
В 1917 году оккупационные немецкие власти начали строительство узкоколейной железной дороги, которая бы обеспечивала доставку товаров из порта Роомассааре по всему Сааремаа. До ухода германских войск в 1918 году успели построить железнодорожную линию до деревни Рёэса (Röösa). Бо́льшая часть дороги была разрушена в 1922 году, однако железнодорожный участок Роомассааре-Курессааре работал почти два десятка лет. Его разрушили в конце 1940-х годов.

## Название
Роомассааре (Roomassaare) — это дескриптивное слитное название местности, которое состоит из трёх слов в родительном падеже: roog (с эст.— «камыш»), maa (с эст.— «земля») и saar (с эст. — «остров»). Прежним названием местечка было Роомаа саар.